# Zeilen op de Olympische Zomerspelen 1972
Zeilen is een van de sporten die beoefend werden tijdens de Olympische Zomerspelen 1972 in München. De wedstrijden werden gehouden in Kiel-Schilksee aan de Kieler Fjord.
Er werd in zes klassen om de medailles gestreden, twee alleen voor mannen en vier open klassen (flying dutchman, draken, soling en tempest). Zowel België als Nederland behaalden op deze Spelen geen medailles bij het zeilen.

## Heren

### Finn klasse
| rang   | sporter           | land        |
| ------ | ----------------- | ----------- |
| Goud   | Serge Maury       | Frankrijk   |
| Zilver | Ilias Hatzipavlis | Griekenland |
| Brons  | Viktor Potapov    | Sovjet-Unie |

### Star klasse
| rang   | sporter                             | land                     |
| ------ | ----------------------------------- | ------------------------ |
| Goud   | David Forbes/John Anderson          | Australië                |
| Zilver | Pelle Pettersson/Stellan Westerdahl | Zweden                   |
| Brons  | Wilhelm Kuhweide/Karsten Meyer      | Bondsrepubliek Duitsland |

### Flying Dutchman
| rang   | sporter                             | land                     |
| ------ | ----------------------------------- | ------------------------ |
| Goud   | Rodney Pattisson/Christopher Davies | Groot-Brittannië         |
| Zilver | Yves Pajot/Marc Pajot               | Frankrijk                |
| Brons  | Ulrich Libor/Peter Neumann          | Bondsrepubliek Duitsland |

### Tempest klasse
| rang   | sporter                        | land             |
| ------ | ------------------------------ | ---------------- |
| Goud   | Valentin Mankin/Vitali Dirdira | Sovjet-Unie      |
| Zilver | Alan Warren/David Hunt         | Groot-Brittannië |
| Brons  | Glen Foster/Peter Dean         | Verenigde Staten |

### Drakenklasse
| rang   | sporter                                       | land             |
| ------ | --------------------------------------------- | ---------------- |
| Goud   | John Cuneo/Thomas Anderson/John Shaw          | Australië        |
| Zilver | Paul Borowski/Konrad Weichert/Karl-Heinz Thun | DDR              |
| Brons  | Donald Cohan/Charles Horter/John Marshall     | Verenigde Staten |

### Soling klasse
| rang   | sporter                                    | land             |
| ------ | ------------------------------------------ | ---------------- |
| Goud   | Harry Melges/William Bentsen/William Allen | Verenigde Staten |
| Zilver | Stig Wernerström/Bo Knape/Stefan Krook     | Zweden           |
| Brons  | David Miller/John Ekels/Paul Cote          | Canada           |

## Medaillespiegel
| rang   | land                     | goud | zilver | brons | total |
| ------ | ------------------------ | ---- | ------ | ----- | ----- |
| 1      | Australië                | 2    | 0      | 0     | 2     |
| 2      | Frankrijk                | 1    | 1      | 0     | 2     |
| 2      | Groot-Brittannië         | 1    | 1      | 0     | 2     |
| 4      | Verenigde Staten         | 1    | 0      | 2     | 3     |
| 5      | Sovjet-Unie              | 1    | 0      | 1     | 2     |
| 6      | Zweden                   | 0    | 2      | 0     | 2     |
| 7      | DDR                      | 0    | 1      | 0     | 1     |
| 7      | Griekenland              | 0    | 1      | 0     | 1     |
| 9      | Bondsrepubliek Duitsland | 0    | 0      | 2     | 2     |
| 10     | Canada                   | 0    | 0      | 1     | 1     |
| totaal | totaal                   | 6    | 6      | 6     | 18    |

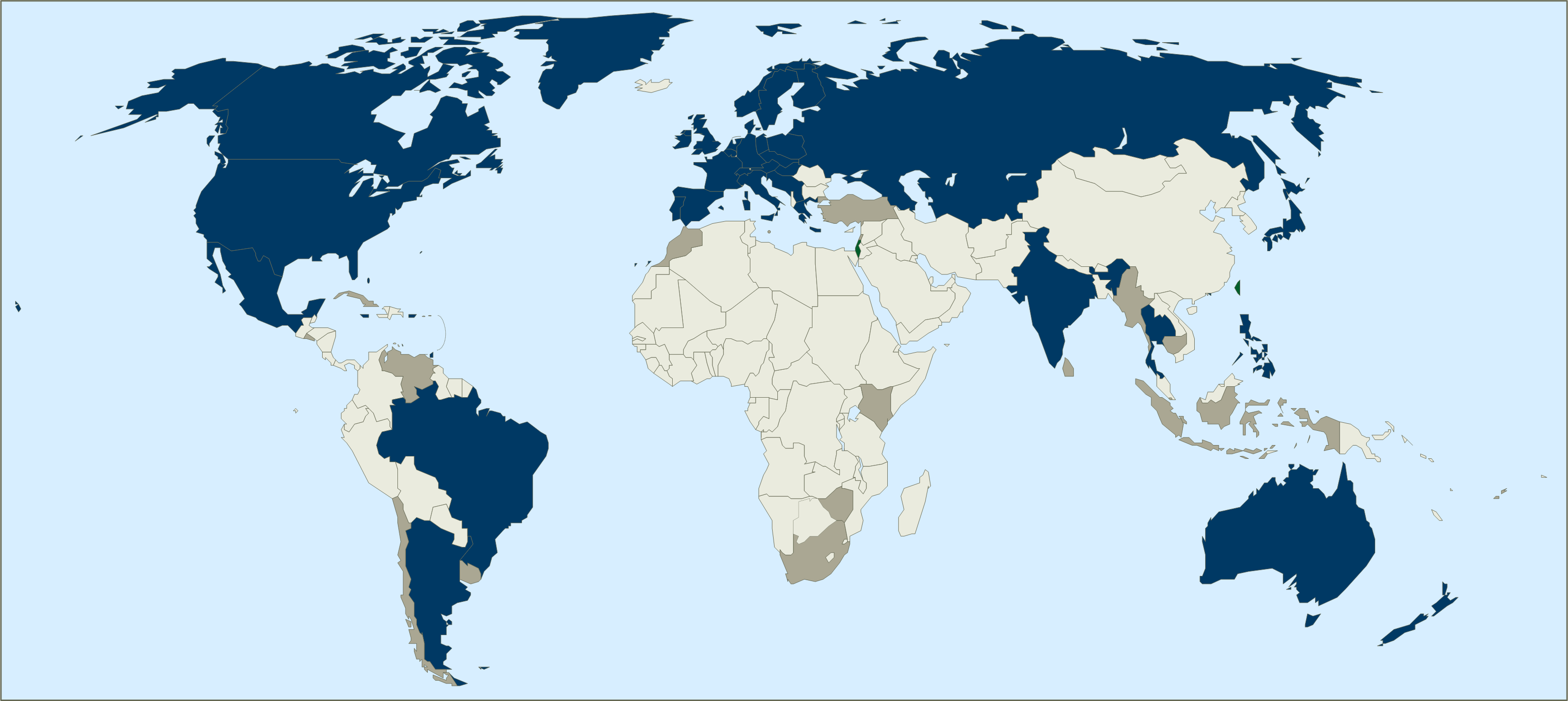
Deelnemende landen in 1972
Olympische klassen in 1972
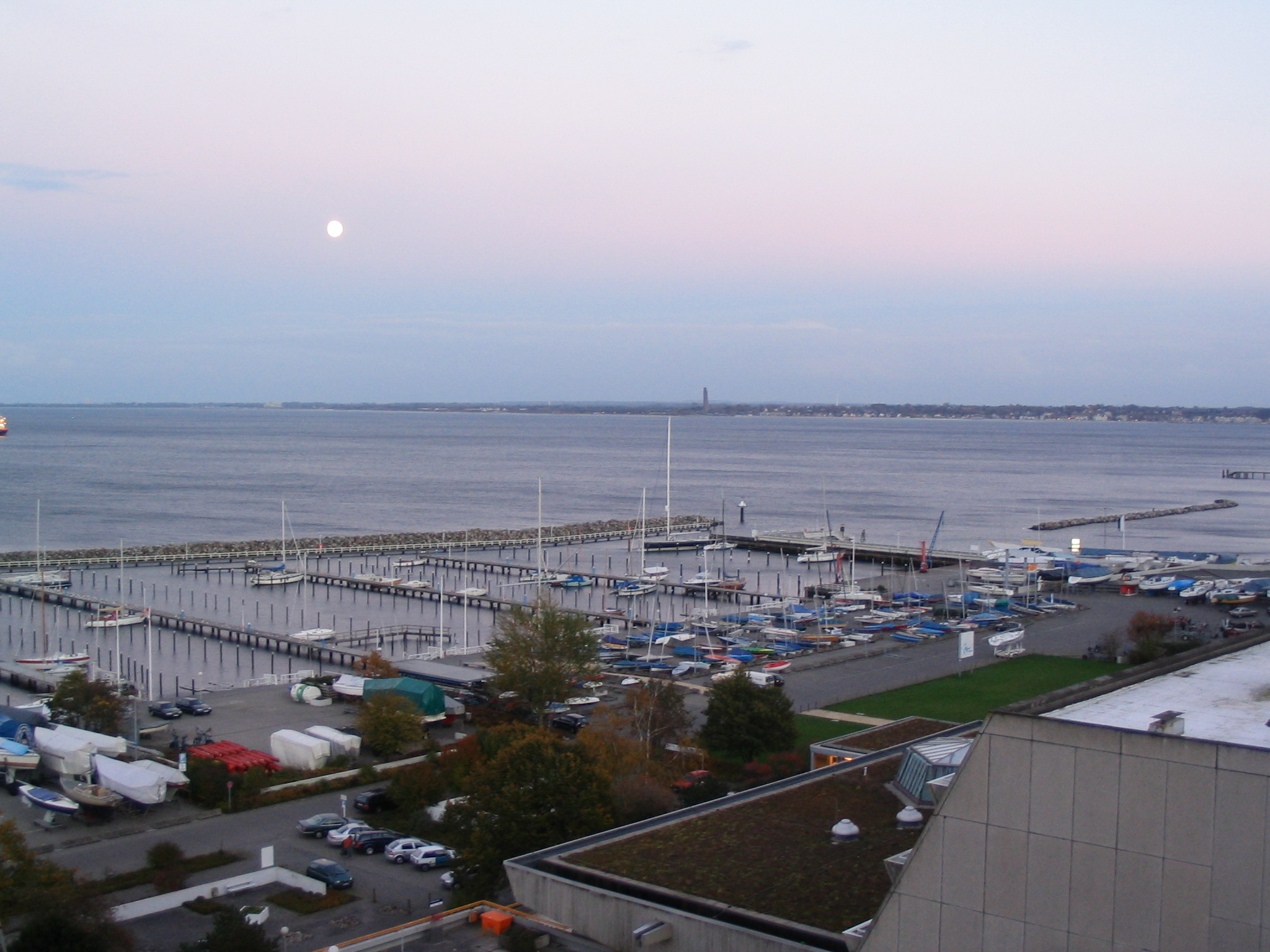
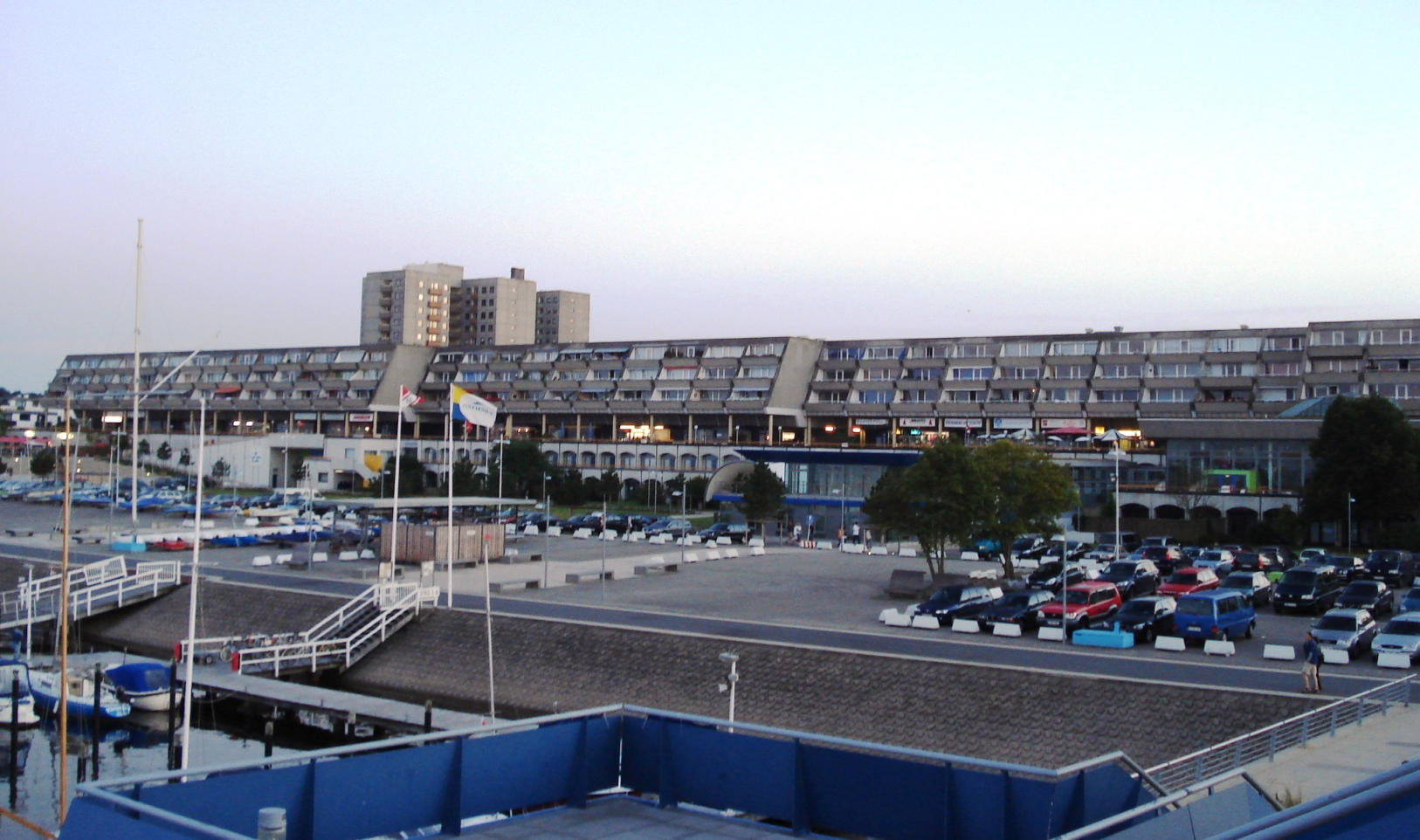

Athene 1896 · 
Parijs 1900 · 
St. Louis 1904 · 
Londen 1908 · 
Stockholm 1912 · 
Antwerpen 1920 · 
Parijs 1924 · 
Amsterdam 1928 · 
Los Angeles 1932 · 
Berlijn 1936 · 
Londen 1948 · 
Helsinki 1952 · 
Melbourne 1956 · 
Rome 1960 · 
Tokio 1964 · 
Mexico-stad 1968 · 
München 1972 · 
Montréal 1976 · 
Moskou 1980 · 
Los Angeles 1984 · 
Seoel 1988 · 
Barcelona 1992 · 
Atlanta 1996 · 
Sydney 2000 · 
Athene 2004 · 
Peking 2008 · 
Londen 2012 · 
Rio de Janeiro 2016 · 
Tokio 2020 · 
Parijs 2024 · 
Los Angeles 2028

Medaillewinnaars
Atletiek · Badminton (demonstratie) · Basketbal · Boksen · Boogschieten · Gewichtheffen · Handbal · Hockey · Judo · Kanovaren · Moderne vijfkamp · Paardensport · Roeien · Schermen · Schietsport · Schoonspringen · Turnen · Voetbal · Volleybal · Waterpolo · Waterskiën (demonstratie) · Wielersport · Worstelen · Zeilen · Zwemmen